# ديبي فلوريز
ديبي فلوريز (بالإسبانية: Deybi Flores) (16 يونيو 1996 بسان بيدرو سولا في هندوراس - ) هو لاعب كرة قدم هندوراسي في مركز الوسط. شارك مع منتخب هندوراس تحت 17 سنة لكرة القدم ومنتخب هندوراس تحت 20 سنة لكرة القدم ومنتخب هندوراس لكرة القدم. أما مع النوادي، فقد لعب مع فانكوفر وايتكابس ونادي موتاجوا ‏ وWhitecaps FC 2 ‏.

## وصلات خارجية
- ديبي فلوريز على موقع الدوري الأمريكي (الإنجليزية)
- ديبي فلوريز على موقع قاعدة بيانات كرة القدم.إي يو (الإنجليزية)
- ديبي فلوريز على موقع ناشيونال فوتبول تيمز (الإنجليزية)
- ديبي فلوريز على موقع Soccerbase.com (لاعب) (الإنجليزية)
- ديبي فلوريز على موقع Soccerway.com (الإنجليزية)
- ديبي فلوريز على موقع عالم كرة القدم.نت (الإنجليزية)
- ديبي فلوريز على موقع AS.com (الإسبانية)